# КК Приштина
КК Приштина (алб. KB Prishtina) је кошаркашки клуб из Приштине. Из спонзорских разлога пун назив клуба тренутно гласи З-Мобајл Приштина (Z-Mobile Prishtina). У сезони 2018/19. такмичи се у Суперлиги Косова и у ФИБА Купу Европе.

## Историја
Клуб је основан 1970. године. Првак Суперлиге Косова био је тринаест пута. Трофеј намењен победнику Купа Косова освојио је такође дванаест пута.
У сезонама 2014/15. и 2015/16. био је победник регионалне Балканске лиге. Од сезоне 2015/16. игра у ФИБА Купу Европе, али до сада није успео да прође прву групну фазу.

## Успеси

### Национални
- Првенство Косова:
  - Првак (13): 1991, 2002, 2003, 2004, 2006, 2007, 2008, 2009, 2011, 2014, 2015, 2016, 2017.

- Куп Косова:
  - Победник (12): 2002, 2003, 2005, 2006, 2007, 2008, 2009, 2010, 2013, 2014, 2016, 2017.

### Међународни
- Балканска лига:
  - Победник (2): 2015, 2016.

## Познатији играчи
- Един Бавчић